# 分手合約
《分手合約》（英語：A Wedding Invitation）是由韓國導演吴基桓執導的一部2013年愛情電影，由白百何、彭于晏、吳佩慈、蔣勁夫領銜主演，於2013年4月12日正式公映。
影片在中國大陸首週三天收穫6350萬元，至5月12日累計1.9億元，最終票房為1.92億元人民幣。
　　
李行和何俏俏是一对青梅竹马的情侣，两人大学毕业在即，李行向俏俏求婚遭拒，理由是“李行不能满足悄悄提出的物质条件”，然而殊不知其中却另有隐情。于是两人愤然达成了“如果5年后，双方都还单身就结婚”的分手约定……五年约满，俏俏满心以为李行还在为自己守候，却不料接到李行大婚的电话。俏俏怎会罢休，势将抢回李行。撕毁合约的背后究竟隐藏两人的什么秘密？俏俏与李行的爱情会未完待续吗？...

## 演員陣容

### 主演角色
| 演員   | 角色     | 介紹／暱稱／關係／職業     |
| ------ | -------- | -------------------------- |
| 白百何 | 何俏俏   | 餐具设计师                 |
| 彭晏   | 李行     | 廚師                       |
| 蔣勁夫 | 毛毛     | 何俏俏同事和好友（男閨蜜） |
| 吳佩慈 | 周蕊     | 李行工作所在餐廳老闆的女兒 |
| 林美秀 | 李行的媽 |                            |
| 席手辰 | 李真行   | 頂級美食家                 |
| 趙英俊 |          | 李行的好友                 |

## 歌曲
| 歌曲名           | 主唱                     | 作詞       | 作曲   |
| ---------------- | ------------------------ | ---------- | ------ |
| 我們不是說好了嗎 | 彭于晏、白百何             | Take Urban | 邱洛儀 |
| 相愛有時         | 尚雯婕                   | LEE JI SOO | 顏璽軒 |
| Beautiful Lies   | Greg Hatwell & Marc Lane |            |        |

## 外部連結
- 分手合約的新浪微博
- 互联网电影数据库（IMDb）上《分手合約》的资料（英文）
- 爛番茄上《分手合約》的資料（英文）
- 豆瓣电影上《分手合約》的資料 （简体中文）